# Sukaasih (Sukatani)
Sukaasih is een bestuurslaag in het regentschap Bekasi van de provincie West-Java, Indonesië. Sukaasih telt 5465 inwoners (volkstelling 2010).